# プルートは歌がお好き
『プルートは歌がお好き』（プルートはうたがおすき、原題：Pluto's Blue Note）は、ウォルト・ディズニー・プロダクション（現：ウォルト・ディズニー・カンパニー）が製作した1947年12月26日公開のアニメーション短編映画作品である。プルートの短編映画シリーズの一作品である。

## あらすじ
プルートは音楽を聞くのが大好きだが、肝心の音楽を演奏するのは苦手。そこでプルートは楽器屋でどうすればうまく行くのか行ってみると、そこには壊れたレコードプレーヤーが置かれていた。プルートがレコード針の代わりに尻尾を乗せるとプルートの口から音楽が流れ出た。プルートは犬型蓄音機になってしまったのだ。プルートはこれを利用して、自分の歌声をみんなに披露した。

## スタッフ
- 監督：チャールズ・A・ニコルズ
- 製作：ウォルト・ディズニー
- 脚本：ミルト・シェーファー、ジャック・ヒューバー
- 音楽：オリバー・ウォレス
- 背景：アート・ランディー

## 日本での公開

### 収録
- 『夢と魔法の宝石箱 ディズニーのなかまたち』（VHS、LD、バンダイ)
- 『プルート ザ・グレーテストヒッツ』（VHS、ブエナ・ビスタ・ホーム・エンターテイメント）